# Hendrik Nicolaas Schimmelpenninck van der Oye
Hendrik Nicolaas baron Schimmelpenninck van der Oye (Wassenaar, 20 september 1907 – Leiden, 23 februari 1971) was een Nederlands politicus.
Hij werd geboren als zoon van Alexander Willem baron Schimmelpenninck van der Oye (1859-1914) en Jeanne Françoise Chassagnard (1876-1959). Hij is in 1936 afgestudeerd in de rechten aan de Rijksuniversiteit Leiden en was daarna volontair bij de gemeentesecretarie van Rijswijk. In januari 1940 werd hij de burgemeester van de Zeeuwse gemeente Kloetinge. Ruim twee jaar later werd hij ontslagen waarna Kloetinge een NSB'er als burgemeester kreeg. Na de bevrijding in 1944 keerde hij terug in zijn oude functie. Nadat zijn zus in 1965 overleden was, gaf hij het burgemeesterschap op en ging als voorzitter van de Stichting Duivenvoorde wonen op Kasteel Duivenvoorde in Voorschoten. Hij overleed in 1971 op 63-jarige leeftijd.